# Birkhäusle
Birkhäusle ist ein Einzelhof von Rechberg, einem Stadtteil von Schwäbisch Gmünd.

## Beschreibung
Der Ort mit zwei Hausnummern liegt etwa einen Kilometer südwestlich von Rechberg und sechs Kilometer südlich des Stadtkerns von Schwäbisch Gmünd.
Der Hof liegt etwa 1,5 Kilometer südsüdwestlich von Rechberg und sieben Kilometer südlich der Altstadt von Gmünd. Im westlich des Ortes gelegenen Wald entspringt der Mühleisenbach, welcher in die Krumm fließt.
Naturräumlich liegt der Ort im Rehgebirge, welches zum Vorland der östlichen Schwäbischen Alb zählt.

## Geschichte
Über die Geschichte des Ortes ist wenig bekannt.
Im Jahre 1829 befand sich der Hof noch etwa 500 Meter südlich der heutigen Lage in einer Exklave der Gemeinde Rechberg, das Gebiet bildet heute auch eine Exklave des Ostalbkreises. 1929 lag Birkhäusle bereits an der heutigen Stelle.